# 日本文化财
文化财是日本為保護文化、自然遺產所建立的標準，其資格依《文化財保護法》訂立。文化财即文化财富，指部分或整體具有考古價值的物品，或是具有民族學價值的物品，實際上不僅涵盖了文化、历史、学术等人文领域，也包含動、植物、景觀等自然遺產（天然紀念物）。
日本的文化财由《文化財保護法》规范，它规定了对文化财认定与管理、保护的方法。该法还划分与界定文化财。

## 分类
《文化财保护法》规定的文化财分类如下：（其中相对重要者标注为粗体）
- 有形文化財
  - 国宝、重要文化财
    - 国宝、重要文化财（建筑）
    - 国宝、重要文化财（美术品）

  - 登录有形文化财
    - 登录有形文化财（建筑）
    - 登录有形文化财（美术品）

  - 登录美术品

- 無形文化財
  - 重要無形文化財保持者（人間國寶）、重要無形文化財
  - 选择无形文化财

- 民俗文化財
  - 重要有形民俗文化財
  - 登录有形民俗文化财
  - 重要無形民俗文化財
  - 选择无形民俗文化财

- 纪念物
  - 特别史迹
  - 史迹
  - 特别名胜
  - 名胜
  - 特别天然纪念物
  - 天然纪念物

- 文化的景观
  - 重要文化的景观
  - 文化的景观

- 傳統的建造物群
  - 重要傳統的建造物群保存地區
  - 傳統的建造物群保存地區

### 有形文化财
其包括了建筑物和工艺美术品（即绘画、雕刻、工艺品、书籍典籍、古代文件、考古资料、历史资料）。还分为：
- 重要文化财：有形文化财中特别重要的部分。
  - 国宝：重要文物中有特别高文化价值的部分。
- 登录有形文化财：尚未被日本政府或地方公共团体认定的有形文化财。这些主要是从明治维新至二战这段时期特别需要保存或有效利用的（如建筑）近现代文物。

### 无形文化财
無形文化財包括了戏剧、音乐、工艺技术等。
- 重要無形文化財：无形文化财中特别重要的部分。其中拥有官方认定技能、技术的个人，在日本通常称为“人間國寶”。

### 民俗文化财
民俗文化財包括民间的服饰、饮食、住宅、信仰、节庆、生产、生活方式等相关的风俗习惯、民俗艺术、民俗工艺等，可分为：
- 重要有形民俗文化財：有形民俗文化财中重要的部分。
- 重要無形民俗文化財：无形民俗文化财中重要的部分。
- 登錄有形民俗文化財：尚未被日本政府或地方公共团体认定的有形民俗文化财（主要是明治维新至二战的近现代文化财）中特别需要保存与有效利用的。

### 紀念物
紀念物，可分为：
- 史跡：如贝冢、古坟、遗迹等。
  - 特别史迹：史迹中特别重要的部分。
- 名胜：如庭园、溪谷、山岳、洞窟、泉水等。
  - 特别名胜：名胜中特别重要的部分。
- 天然紀念物：动物、植物、矿物等。
  - 特別天然紀念物：天然紀念物中特别重要的部分。
- 登錄紀念物：尚未被日本政府或地方公共团体认定的紀念物（主要是明治维新至二战的近现代紀念物），其中特别需要保存与有效利用的。于2006年1月26日最先公示登记的三件是：「函館公園」、「再度公園及再度山永久植生保存地」、「相樂園」。

### 文化的景观
文化的景观，指日本各地区人们独特的生活、生产以及一方水土气候形成的景观，如梯田、里山等，即日本的原始人文风貌。为便於文化厅实施人文景观的保护和存续的计划，“關於文化的景观保存、整備檢討委员会”（文化的景観の保存・整備に関する検討委員会）在第三次调查中圈定了一百八十个重要地区。
- 重要文化的景观：在作为景观地区采取保护措施的日本各级行政区中选定。选定的9件重要人文景观是滋贺县近江八幡市的“近江八幡水鄉（日语：近江八幡の水郷）”，岩手县一关市的“一關本寺農村景觀（日语：一関本寺の農村景観）”，北海道沙流郡平取町的“沙流川流域阿伊努傳統與近代開拓文化的景觀”，爱媛县宇和岛市的“遊子水荷浦段畑（日语：遊子水荷浦の段畑）”，岩手县远野市的“遠野荒川高原牧場”，滋贺县高岛市的“高島市海津、西濱、知內水邊景觀”，大分县日田市的“小鹿田燒里”，佐贺县唐津的“蕨野棚田（日语：蕨野の棚田）”，以及熊本县上益城郡山都町的“通潤用水與白絲臺地棚田景觀”。

### 傳統的建造物群
傳統的建造物群，指与周围环境融为一体，构成历史风情的城镇村落等。
- 重要傳統的建造物群保存地區：由日本政府选出的特别重要的古建筑群。

### 文化财保存技术
文化财保存技术，指保护文化财过程中必需的制作、修理一类的技术。
- 选定保存技术：由日本政府选选定的保护技术。

### 埋藏文化財
埋藏文化財与上述各种文化财不同，仍处于地下埋藏状态。

## 参看
- 文化遗产
- 日本世界遗产